# Катафора
У лінгвістиці, катафора ( [kəˈtæfərə] ; від грец . καταφορά, kataphora, «рух вниз» від κατά, kata, «униз» і φέρω, pherō, «я несу») — це використання виразу чи слова, яке співвідноситься з пізнішим, більш конкретним виразом у дискурсі.  Попередній вираз, значення якого визначається або уточнюється виразом , можна назвати катафорою . Катафора є різновидом  анафори, хоча термін анафора іноді вживаються в більш строгому значенні, позначаючи лише випадки, коли порядок висловлювань є зворотним до того, який міститься в катафорі.
Прикладом катафори є таке речення:
- Щойно Джон прийшов додому, він пішов спати.

У цьому реченні іменник Джон (катафора) з’являється раніше, ніж займенник він (постцедент), до якого він відноситься.
Інші приклади того самого типу катафори:
- Якщо хочете ще, ось трохи пармезану.
- Після отримання наказу, солдат покинув казарму.

Катафора в реченнях часто використовується для створення риторичної фігури. Вона може створити напругу або надати описовий характер реченню. Наприклад:
- Він найбільший нелюд , якого я знаю. Він справді дурний. Він такий жорстокий . Він - мій хлопець Нік .

Сувора внутрішньореченнєва катафора дуже обмежена щодо видів структур, у яких вона може з’являтися, зазвичай обмежена попереднім підрядним реченням. У більш загальному плані, однак, будь-яку досить загальну іменникову фразу можна вважати анафорою, якщо вона співвідноситься з більш конкретною іменниковою фразою (тобто обидві стосуються тієї самої сутності), і якщо більш загальна іменникова фраза стоїть першою, її можна брати за приклад катафори. Нестрога катафора такого роду може зустрічатися в багатьох контекстах, наприклад:
- Маленька дівчинка Джессіка гралася на гойдалках.

(Анафора маленька дівчинка співвідноситься з Джесікою . )
- Знайти потрібний гаджет було справжньою проблемою. Я нарешті обрав цифрову камеру.

(Анафора потрібний гаджет відноситься до цифрової камери . )
Катафора суворого перехресного речення, де антецедентом є ціле речення, досить поширена міжмовно:
- Я мав це знати: завдання надто складне.
- I should have known it: The task is simply too difficult. (Те саме, що й попереднє речення, англійською мовою. )

Катафора такого роду особливо поширена у формальних контекстах, використовуючи анафоричні вирази, такі як цей або наступний :
- Ось у що я вірю: що всі люди створені рівними .
- Після підведення обох сторін у квадрат ми отримуємо наступне : {\displaystyle x=y^{3}+2z-1} .